# Jardín Weizmann de Ciencias
El Jardín Weizmann de Ciencias es un museo completamente al aire libre de casi 800 metros cuadrados dedicado a la ciencia único en México. Fue inaugurado el 26 de abril de 2009.

## Historia
Los primeros jardines de ciencias los construyó en 1728 el Maharajá Jai Singh en Jaipur, India; el Jantar Mantar es un ejemplo de estos observatorios astronómicos.
 El primer jardín de ciencia moderno, museo de ciencia al aire libre actual, lo realizó en el Instituto Weizmann de Ciencias en Rehovot, Israel; llamado Clore Garden of Science que en 1999 ganó el Premio a la Innovación por la Asociación de Centros de Ciencia y Tecnología (ASTC). Desde entonces miles de niños, jóvenes, familias y maestros se han beneficiado de ellos.
El Jardín Weizmann de Ciencias, ubicado dentro del Centro Deportivo Israelita, fue realizado por la Asociación Mexicana de Amigos del Instituto Weizmann de Ciencias y sus miembros con el objetivo de tener una pequeña réplica del Clore Garden of Science en México.
Desde su inauguración en 2009, el Jardín Weizmann de Ciencias es parte del Programa de Salidas Recomendadas por la SEP y ha recibido múltiples visitas guiadas y programadas de colegios privados y públicos que hacen sus reservas a través de la plataforma oficial.
Desde 2018, el Jardín Weizmann de Ciencias es miembro del AMMCCyT (Asociación Mexicana de Museos y Centros de Ciencia y Tecnología) que le ha permitido sumar esfuerzos hacia una mejor propuesta de comunicación y difusión de la ciencia para México.

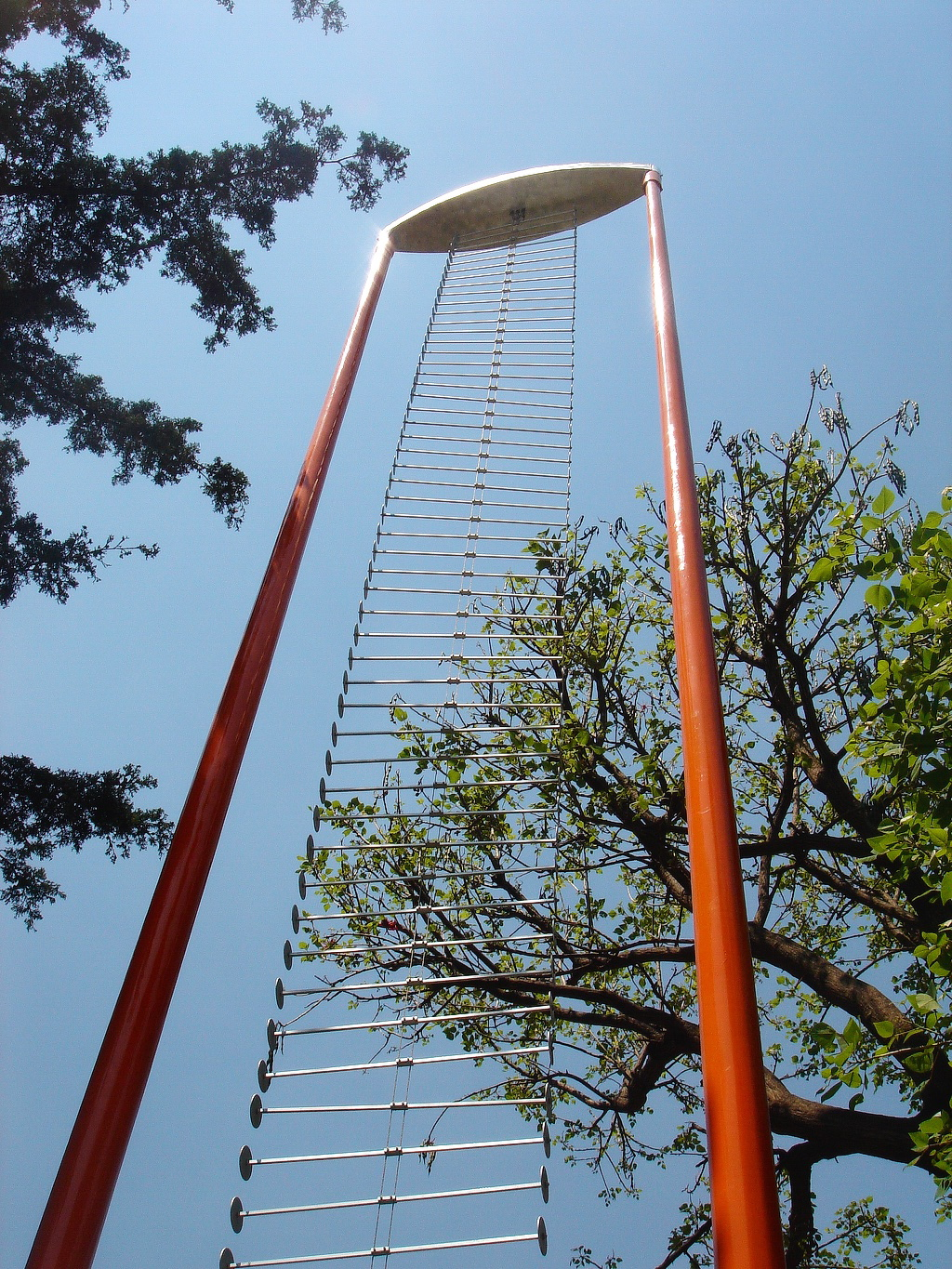

## Misión
La misión principal del espacio es utilizar la luz solar, el viento y la creatividad de sus visitantes para explorar principios de ciencia básica en un ambiente sano, seguro y escultórico que provoca, además de experiencias de aprendizaje, vivencias lúdicas, de esparcimiento y sociales.

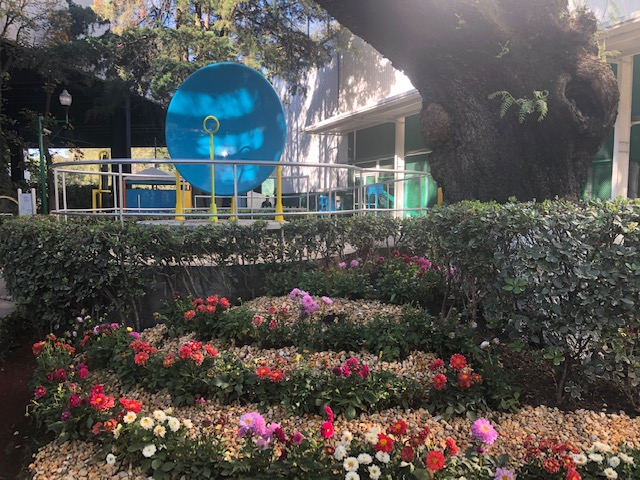

## Concepto
Los jardines de ciencia se basan en la idea de que un niño que juega libremente, como lo hacen habitualmente en los parques infantiles, consigue establecer un estrecho vínculo con las exhibiciones. Todos sabemos que los niños son expertos en el arte del juego; por lo que si juegan en un espacio atendido adecuadamente, en un ambiente diseñado y preparado para lograr objetivos particulares claros, podrían introyectar de forma natural conceptos concretos a través de experiencias dirigidas.